# Сад мира
Сад мира — памятник, входящий в Зелёный пояс Славы Ленинграда, часть мемориального комплекса Большое блокадное кольцо.
Расположен: Ленинградская область, Всеволожский район, Юкковское сельское поселение, 38 км Выборгского шоссе, в 1 км восточнее СНТ «Поляна-2».
Название памятника в официальных документах Памятник «Сад мира». Вид объекта — ансамбль. Памятник является объектом культурного наследия федерального значения.

## История
Начало строительства Мемориального комплекса Зелёный пояс Славы Ленинграда — комплекса памятников, посвящённых подвигу города Ленинграда, ленинградцев и защитников города в годы блокады Ленинграда, относится к 1965 году.
В основу формирования комплекса Зелёного Пояса Славы взято положение линии обороны Ленинграда в сентябре 1941 г. Памятник, посвящённый подвигу 21-й и 23-й армий Ленинградского фронта, было решено установить там, где проходил передний край обороны города в 1941—1944 г.г., с этого рубежа войска фронта в 1944 году перешли в наступление в Выборгской операции и освободили оккупированные районы Ленинградской области.
Решение о строительстве мемориала Сад мира принято в апреле 1967 года.
Авторы проекта памятника: руководитель архитектурной мастерской № 3 института «Ленгипрогор» Юрий Александрович Дьяконов, бывший непосредственным участником боёв на этих рубежах и точно на месте установки памятника, и архитектор этого института Валентин Александрович Гаврилов.
Средства на сооружение мемориала собраны работниками предприятий Петроградского района г. Ленинграда.
В строительстве помогали предприятия Петроградского района и военнослужащие частей Ленинградского военного округа.
Все работы были закончены к 5 мая 1967 года.

## Описание памятника
На месте установки памятника насыпан искусственный холм, на нём установлена стела. Стелу длиной 10 метров и высотой 2,8 метра сложил из гранитных блоков и вырубил на ней надпись рабочий-каменотёс А. К. Щеглов.
На памятнике высечены слова:
ПОДВИГУ ТВОЕМУ ЛЕНИНГРАД
ЗДЕСЬ НАСМЕРТЬ СТОЯЛИ В СУРОВЫЕ ГОДЫ ВОЙНЫ И БЛОКАДЫ
СОЕДИНЕНИЯ И ЧАСТИ 21 И 23 АРМИЙ ЛЕНИНГРАДСКОГО ФРОНТА
Бессмертен их подвиг во имя
свободы Отчизны, во имя победы
и жизни счастливой советских людей
Справа от стелы установлены противотанковые надолбы, они взяты из сохранившихся на момент строительства памятника и находившихся неподалёку противотанковых заграждений. На одной из надолб, видимо ещё в свежем бетоне, кем- то выдавлена дата 24.VIII. 1941 г. Перед стелой цветник и площадка из бетонных плит. Слева от стелы высажены 12 яблонь, символизирующих торжество жизни. От левой части мемориала в поле уходит березовая аллея длиной 175 метров, которая идет вдоль бывшей линии обороны. По замыслу авторов проекта памятника она должна была стать началом туристской тропы от мемориала Сад мира к другому памятнику мемориального комплекса Зелёный пояс Славы — мемориальному комплексу Сестра. 
За сооружение мемориала Сад мира Исполкомом Ленгорсовета 15 человек награждены почётными знаками «За заботу о красоте города»
 В отдельных публикациях автором текста на плитах памятника называется муза блокадного Ленинграда поэтесса Ольга Берггольц. В официальном описании мемориала и литературе о памятнике упоминаний об авторе нет.